# Хой (тайп)
Хой (чечен. Хой) — один из чеченских тайпов с родовым центром в селе Хой Чеберлоевского района. Входят в тукхум (социально-экономический союз) Чеберлой.

## Расселение
Чеченский исследователь-краевед, педагог и народный поэт А. С. Сулейманов, зафиксировал представителей тайпа в следующих населённых пунктах: Алхан-Юрт, Чечен-Аул, Бердыкель, Сержень-Юрт, Курчалой, Цацан-Юрт.

## Состав
Тайп состоит из следующих гаров:
- Алхаст,
- Амин,
- Ангут,
- Баьллиг,
- Гази,
- Куракъа
- Лекъа,
- Утулкх.